# سامانه لیزری تسلیحاتی

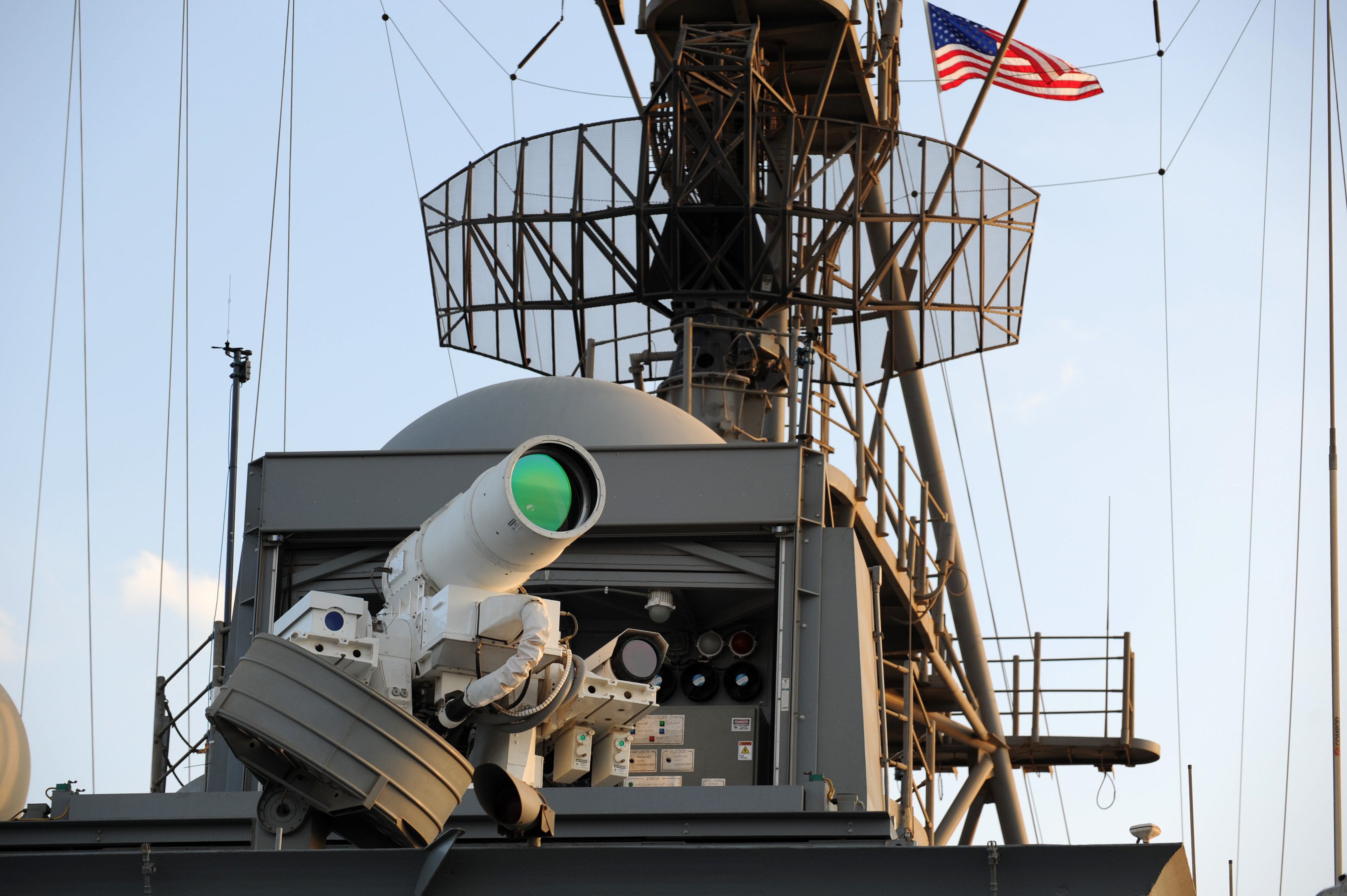
نمایی از سامانهٔ لیزری تسلیحاتی در ناو یواس‌اس پونس (ال‌پی‌دی-۱۵). نوامبر ۲۰۱۴

سامانه لیزری تسلیحاتی (به انگلیسی: Laser Weapon System) نوعی جنگ‌افزار انرژی هدایت شده است که در نیروی دریایی آمریکا توسعه پیدا کرده‌است. این سیستم در سال ۲۰۱۴ برای آزمایشهای میدانی بر روی کشتی یواس‌اس پونس نصب شد.
این سلاح لیزری برای استفاده علیه پهپادها و قایق‌های کوچک تهاجمی ساخته شده‌است و در حال حاضر توانایی درگیری با موشک‌ها، هواپیماهای بزرگ، کشتی‌ها و اهداف زیرآبی را ندارد. این سلاح یک اشعه فروسرخ حالت جامد را روانه هدف می‌کند. این اشعه را می‌توان با برون‌داد قوی شلیک کرد تا هدف را منهدم کند یا از برون‌داد ضعیف برای از کار انداختن حسگرهای هدف استفاده کرد. هزینه عملیاتی بسیار پایین مزیت اصلی این سلاح در مقایسه با سیستم‌های پدافندی متعارف است. هزینه هر شلیک این سلاح فقط هزینه تولید پالس انرژی است، در حالی‌که پدافندهای موشکی یا توپ‌های ضدهوایی نیاز به گلوله‌هایی دارند که بایستی طراحی و ساخته شده، حمل و نقل شده و نگهداری و تعمیر شوند و فضای زیادی را نیز اشغال می‌کنند.

## تاریخچه
توسعه این سلاح در سال ۲۰۱۰ با قرارداد ۱۱ میلیون دلاری نیروی دریایی با شرکت راهکارهای دفاعی و امنیتی کراتوس آغاز شد. در مه ۲۰۱۲ کراتوس یک سلاح لیزری را آزمایش کرد که با استفاده از سامانه دفاع نزدیک دریایی به سوی یک پهپاد شلیک می‌کرد.
سامانه لیزری تسلیحاتی در سال ۲۰۱۴ بر روی کشتی آبی-خاکی ترابری یواس‌اس پونس برای یک دوره آزمایش‌های عملیاتی ۱۲ ماهه نصب شد. نیروی دریایی در ۶ سال گذشته حدود ۴۰ میلیون دلار برای تحقیق، توسعه و آزمایش این سلاح هزینه کرده‌است. سامانه هدایت آتش این سلاح رادار سامانه دفاع نزدیک دریایی فالانکس است. اگر آزمایش‌ها موفقیت‌آمیز باشد نیروی دریایی بین سال‌های ۲۰۱۷ تا ۲۰۲۱ استفاده رسمی از یک سلاح لیزری با برد مؤثر یک مایل (۱۶۰۰ متر) را آغاز خواهد کرد. میزان دقیق انرژی مورد استفاده این سلاح مشخص نیست ولی حدود ۱۵ تا ۵۰ کیلووات در هر شلیک برای درگیری با هواگردهای کوچک و قایق‌های تندرو برآورد شده‌است. انگیزه اصلی از روی آوردن به سلاح‌های انرژی هدایت‌شده صرفه اقتصادی آنهاست. هزینه شلیک این سلاح فقط یک دلار است درحالیکه هر گلوله توپ یا موشک هزاران دلار قیمت دارند.
استفاده از سلاح‌های انرژی هدایت شده در نیروی دریایی چیز تازه‌ای نیست. لیزرهای شیمیایی با توان مگاواتی، یعنی دها برابر توان این سلاح، از دهه ۱۹۸۰ به صورت آزمایشی در نیروی دریایی به کار گرفته شده‌اند اما ترکیبات شیمیایی این سلاح‌ها برای استفاده بر روی کشتی بسیار مشکل‌ساز است به همین دلیل رویکرد جدید استفاده از لیزرهای فیبری حالت جامد با توان بسیار ضعیفتر بوده‌است. لیزرهای حالت جامد slab و لیزرهای الکترون آزاد نیز انواع دیگر سلاح‌های لیزری در حال طراحی هستند.
سامانه لیزری تسلیحاتی در کوتاه‌مدت به عنوان یک سلاح دفاع نزدیک کوتاه‌برد علیه پهپادها و قایق‌ها عمل خواهد کرد اما سلاح‌های قدرتمندتری که در آینده با همین روش قابل استفاده هستند و برای کشتی‌های بزرگتر همچون ناوشکن‌ها پیش‌بینی شده‌اند با توان ۶۰ تا ۱۰۰ کیلو وات قادر به انهدام موشک‌های کروز ضدکشتی و هواپیماهای سرنشین‌دار در مسافت‌های چندین مایلی نیز خواهند بود. البته لیزرهای حالت جامد slab با توان ۱۰۵ کیلووات که تا ۳۰۰ کیلووات قابل افزایش است نیز در نیروی دریایی آزمایش شده‌است.
سلاح‌های لیزری همچون سامانه لیزری تسلیحاتی برای تکمیل و حمایت از سیستم‌های پدافندی موشکی و توپ ضدهوایی ساخته می‌شوند و نه جایگزین شدن با آنها. لیزرها هرچند بسیار ارزان‌تر هستند و ذخیره مهمات آنها عملاً نامحدود است اما نقاط ضعف بسیار زیادی دارند. اشعه لیزر بر اثر شرایط جوی و آب‌وهوایی مختل می‌شود به ویژه وقتی که در هوای مرطوب دریاها از آن استفاده شود همچنین این نوع سلاح‌ها فقط در خط دید مستقیم قادر هستند اشعه خود را بر روی هدف متمرکز کنند و امکان استفاده از آنها در یک خط سیر کمانی برای اهداف دور وجود ندارد. به همین دلیل سیستم‌های متعارف پدافندی در آینده نیز علیه اهداف دورتر و بزرگتر استفاده خواهند شد.